# Saint-Sylvestre-de-Cormeilles
Saint-Sylvestre-de-Cormeilles es una localidad y comuna francesa situada en la región de Alta Normandía, departamento de Eure, en el distrito de Bernay y cantón de Cormeilles.

## Demografía
| 252 | 234 | 190 | 178 | 194 | 173 |
| Para los censos de 1962 a 1999 la población legal corresponde a la población sin duplicidades (Fuente: INSEE [Consultar]) |     |     |     |     |     |